# Fábián Béla
Fábián Béla, született Feuerman Béla (Tállya, 1889. augusztus 13. – San Juan, 1966. december 23.) magyar ügyvéd, politikus, publicista. 

## Élete
Feuerman Lajos kocsmáros és Rosenberg Fanni fia. Tanulmányait bécsi és budapesti egyetemeken végezte. Ügyvédjelöltként Vázsonyi Vilmos titkára volt. 1915-ben bevonult katonának, de hamarosan hadifogságba esett. A hadifogság alatt a "Fogoly Vasárnap" és a "Priamurje" című lapokat szerkesztette magyar hadifoglyok részére. 1918 februárjában négy társával megszökött és Mandzsúrián, Mongólián és Oroszországon keresztül visszatért Magyarországra. 
Itthon heves sajtópropagandát indított Szovjet-Oroszország ellen, s a forradalomig törvényszéki bíró lett. A Tanácsköztársaság idején antikommunista magatartása miatt letartóztatták. 
1920–22-ben a budapesti törvényhatósági bizottság tagja volt. Nagy szerepet játszott a Nemzeti Demokrata Pártban. 1922-től 1939-ig képviselő a Nemzeti Demokrata Párt, illetve az Egyesült Szabadelvű és Demokrata Ellenzék programjával. 
1920-tól önálló ügyvéd, emellett publicisztikai és irodalmi tevékenységet is kifejtett. Műveiben szélsőségesen keveredtek a polgári demokrata és liberális nézetek az éles kommunista- és szovjetellenességgel. 1934-ben fellépett a Szovjetunió diplomáciai elismerése ellen. A két világháború között a magyarországi zsidóság prominens alakja volt és az üldöztetés idején is a kikeresztelkedés ellen foglalt állást. 
A második világháború alatt a Hadviseltek Bizottságának elnöke volt. A német megszállás idején letartóztatták és először az auschwitzi, majd az oranienburgi, a sachenhauseni, s végül az ohrdrufi koncentrációs táborba hurcolták. (Auschwitban egy idő után kápó lett, amit különböző, Izraelben kiadott munkák akkor igyekeztek felhasználni ellene, amikor az Egyesült Államokban római katolikus hitre tért át.) A háború után többet nem tért vissza Magyarországra. 
Több évet Párizsban élt, majd az USA-ban telepedett le, ahol a jobboldali magyar emigráció egyik vezéralakja lett. Igyekezett képviselni az egykori munkaszolgálatosokat és vallomásaik alapján felkutatni a valamikori keretlegényeket. Kiállt Mindszenty József bíboros mellett, amikor perbe fogták és antiszemitizmussal vádolták. A Nemzeti Bizottmány tagja volt. A háború után betöltötte a Volt Magyar Politikai Foglyok Szövetségének elnöki tisztségét.
Házastársa Schwarz Ilona volt, Schwarz Gyula és Kohner Paula lánya, akit 1924. január 3-án Budapesten vett nőül.

## Főbb művei
- Oroszország pusztulása a bolseviki uralom alatt; Athenaeum, Bp., 1919 (Hősök és hőstettek, 1914–1918)
- Az orosz pokol. A Japán-tengertől Pétervárig (Budapest, 1920)
- Pétervár (Budapest, 1921)
- Ezer ember asszony nélkül (regény, Budapest, 1930)
- 6 ló – 40 ember. Hadifogoly-feljegyzések (Budapest, 1930)
- Cardinal Mindszenty – The story of a modern martyr (New York, 1949)
- Orosz minta
- A bolseviki világpropaganda módszerei és eszközei